# Premio Pulitzer per il miglior articolo
Il premio Pulitzer per il miglior articolo (Pulitzer Prize for Feature Writing) è uno dei quattordici premi Pulitzer per il giornalismo che vengono conferiti ogni anno in America. Viene assegnato a un giornale o a un sito di notizie online che si sia distinto per aver fornito un meritorio servizio pubblico attraverso editoriali, fumetti, fotografie, grafica, video o altro materiale presentato stampato e/o online.
Il premio Pulitzer per il miglior articolo viene assegnato a partire dal 1979 per un articolo che si sia distinto per qualità di scrittura e originalità.

## Albo d'oro

### Anni 1970
- 1979: Jon D. Franklin, Baltimore Evening Sun, per 'Mrs. Kelly's Monster', un racconto di neurochirurgia

### Anni 1980
- 1980: Madeleine Blais, Miami Herald, per Zepp's Last Stand.[3]
- 1981: Teresa Carpenter, Village Voice, per Death of a Playmate, il racconto della morte della modella e attrice Dorothy Stratten.[4] (Il premio era stato inizialmente dato a Janet Cooke del The Washington Post, in seguito squalificata dato che la sua storia su di un ragazzino di 8 anni eroinomane è risultata falsa)[5][6]
- 1982: Saul Pett, Associated Press, per un articolo sulla burocrazia federale
- 1983: Nan C. Robertson, The New York Times, per Toxic Shock, memorabile racconto della sua esperienza con la sindrome da shock tossico[7]
- 1984: Peter Mark Rinearson, The Seattle Times, per Making It Fly, su sviluppo, fabbricazione e commercializzaxione dell'allora nuovo Boeing 757[8]
- 1985: Alice Steinbach, The Baltimore Sun, per il suo racconto del mondo di un ragazzino cieco, A Boy of Unusual Vision.
- 1986: John Camp, St. Paul Pioneer Press and Dispatch, per Life on the Land, la sua serie in 5 parti sulla vita di una famiglia di agricoltori americani alle prese con la peggiore crisi agricola degli Stati Uniti dai tempi della Grande depressione[9]
- 1987: Steve Twomey, The Philadelphia Inquirer, per il suo articolo sulla vita a bordo di una portaerei
- 1988: Jacqui Banaszynski, St. Paul Pioneer Press and Dispatch, per la sua serie su vita e morte di una vittima dell'AIDS in una zona rurale
- 1989: David Zucchino, The Philadelphia Inquirer, per la sua serie Being Black in Sudafrica

### Anni 1990
- 1990: Dave Curtin, Colorado Springs Gazette Telegraph, per il suo racconto di una famiglia i cui membri sono stati coinvolti in un'esplosione domestica
- 1991: Sheryl James, St. Petersburg Times, per una serie su una madre che ha abbandonato il suo neonato
- 1992: Howell Raines, The New York Times, per Grady's Gift, un racconto della sua amicizia da bambino con il custode di colore della casa di famiglia, e delle lezioni che ne ha tratto[10]
- 1993: George Lardner Jr., The Washington Post, per il racconto dell'omicidio di sua figlia da parte di un violento sfuggito tra le maglie della giustizia
- 1994: Isabel Wilkerson, The New York Times, per il suo ritratto di uno studente delle elementari della zona sud di Chicago e per due storie sull'allagamento del Midwest del 1993
- 1995: Ron Suskind, The Wall Street Journal, per le sue storie sugli studenti d'onore a Washington, D.C., che sono state poi inserite nel suo libro "A Hope in the Unseen"
- 1996: Rick Bragg, The New York Times, per le sue storie eleganti sull'America di oggi
- 1997: Lisa Pollak, The Baltimore Sun, per il suo ritratto di un arbitro di baseball che, dopo la perdita di un figlio per una malattia genetica, scopre che un altro figlio soffre della stessa malattia
- 1998: Thomas French, St. Petersburg Times, per il suo ritratto di una madre e due figlie uccise in Florida durante una vacanza, e dell'indagine di tre anni che ne è seguita
- 1999: Angelo B. Henderson, The Wall Street Journal, per il suo ritratto di un farmacista spinto all'uso della violenza dopo aver subito rapine a mano armata

### Anni 2000
- 2000: J.R. Moehringer, Los Angeles Times, per Crossing Over, il suo ritratto di Gee's Bend, Alabama, una comunità che vive isolata in mezzo a un fiume composta da discendenti da antichi schiavi, e che il progetto di un traghetto di collegamento alla terraferma potrebbe cambiare per sempre[11]
- 2001: Tom Hallman, Jr., The Oregonian (Portland, Oregon) per il suo ritratto di un quattordicenne sfigurato che sceglie un intervento chirurgico molto rischioso per riuscire a migliorare il suo aspetto
- 2002: Barry Siegel, Los Angeles Times, per A Father's Pain, a Judge's Duty, and a Justice Beyond Their Reach, il suo ritratto di un uomo processato per negligenza per la morte di suo figlio[12]
- 2003: Sonia Nazario, Los Angeles Times, per Enrique's Journey, la sua storia su un ragazzo dell'Honduras alla ricerca della madre emigrata negli Stati Uniti[13]
- 2004: premio non assegnato
- 2005: Julia Keller, Chicago Tribune, per la sua ricostruzione del mortale tornado che ha distrutto North Utica, Illinois
- 2006: Jim Sheeler, Rocky Mountain News, per la sua storia su un maggiore dei Marines che aiuta le famiglie dei compagni morti nella Guerra in Iraq a gestire la loro perdita e onorare il loro sacrificio
- 2007: Andrea Elliott, The New York Times, per Muslims in America Series, il suo ritratto di un immigrato imam che cerca di servire i suoi fedeli in America
- 2008: Gene Weingarten, The Washington Post, per Pearls Before Breakfast, la sua cronaca di un violinista fuori classe che, come esperimento, suona bellissima musica in una stazione del metrò per i pendolari distratti[14]
- 2009: Lane DeGregory, St. Petersburg Times, per The Girl in the Window, la sua storia di una bambina abbandonata, trovata in una stanza infestata dagli scarafaggi e incapace di parlare o nutrirsi da sola, che è stata in seguito adottata da una nuova famiglia decisa a occuparsene[15]

### Anni 2010
- 2010: Gene Weingarten, The Washington Post, per Fatal Distraction: Forgetting a Child in the Backseat of a Car Is a Horrifying Mistake. Is It a Crime?, la sua storia di diversi genitori, di diverse estrazioni, che hanno accidentalmente ucciso i loro figli dimenticandoseli nell'auto[16]
- 2011: Amy Ellis Nutt, Newark Star-Ledger, per The Wreck of the Lady Mary, il suo resoconto sul misterioso affondamento nell'Atlantico di un peschereccio che ha causato l'annegamento di sei persone[17]
- 2012: Eli Sanders, The Stranger (Seattle) per The Bravest Woman in Seattle, la storia di una donna sopravvissuta a un'aggressione costata la vita al suo partner[18]
- 2013: John Branch, The New York Times, per Snow Fall, il resoconto di alcuni sciatori travolti da una valanga[19]
- 2014: premio non assegnato
- 2015: Diana Marcum, Los Angeles Times per Scenes from California's Dust Bowl, il suo racconto dalla California Central Valley e i suoi ritratti di vite colpite dalla siccità[20]
- 2016: Kathryn Schulz, The New Yorker per The Really Big One, un'elegante narrazione scientifica della rottura della faglia di Cascadia[21]
- 2017: C. J. Chivers, The New York Times per The Fighter, il suo racconto di un Marine che scivola nella violenza[22]
- 2018: Rachel Kaadzi Ghansah, GQ per A Most American Terrorist: The Making of Dylann Roof, un indimenticabile ritratto dell'assassino Dylann Roof[23]
- 2019: Hannah Dreier, ProPublica, per A Betrayal[24], He Drew His School Mascot - and ICE Labeled Him a Gang Member[25] e The Disappeared[26], una serie di narrazioni sugli immigrati salvadoregni a Long Island (New York).

### Anni 2020
- 2020: Ben Taub, The New Yorker per Guantánamo's Darkest Secret, su un uomo che è stato rapito, torturato e privato della sua libertà per più di un decennio presso la struttura di detenzione di Guantanamo Bay[27]
- 2021: Mitchell S. Jackson, collaboratore freelance per Runner's World, per Twelve Minutes and a Life, un resoconto sull'uccisione di Ahmaud Arbery ed il razzismo sistemico in America, e Nadja Drost, collaboratrice freelance per The California Sunday Magazine, per When can we really rest?[28], sul viaggio di un gruppo a piedi attraverso il Darién Gap, una delle rotte migratorie più pericolose al mondo
- 2022: Jennifer Senior, The Atlantic, per Twenty Years Gone, la storia di una famiglia che da vent'anni continua a fare i conti con gli attentati dell'11 settembre 2001[29]
- 2023: Eli Saslow, The Washington Post, per Fixing the broken lovelies, un ritratto degli Stati Uniti contemporanei attraverso il racconto personale di storie connesse alla pandemia, alla dipendenza, alla difficoltà dei senzatetto[30]
- 2024: Katie Englehart, The New York Times, per A mother who changed: a story of dementia, racconto sulle difficoltà di una famiglia con una donna affetta da demenza senile[31]